# Gymnostreptus heterogona
Gymnostreptus heterogona är en mångfotingart som först beskrevs av Filippo Silvestri 1902.  Gymnostreptus heterogona ingår i släktet Gymnostreptus och familjen Spirostreptidae. Inga underarter finns listade i Catalogue of Life.